# Jan Liberda
Jan Konrad Liberda (Beuthen, 1936. november 26. – 2020. február 6.) lengyel labdarúgócsatár, edző.

## Pályafutása
1953 és 1969 között a Polonia Bytom, 1969 és 1971 között a holland AZ labdarúgója volt.
1959 és 1967 között 35 alkalommal szerepelt a lengyel válogatottban és nyolc gólt szerzett.
1980 és 1982 között a Polonia Bytom, 1982-83-ban a nyugatnémet TuS Schloß Neuhaus, 1991–92-ben is a Polonia Bytom vezetőedzője volt.